# Lisotrigona furva
Lisotrigona furva är en biart som beskrevs av Engel 2000. Lisotrigona furva ingår i släktet Lisotrigona och familjen långtungebin. Inga underarter finns listade i Catalogue of Life.